# Platycerus hongwonpyoi funiuensis
Platycerus hongwonpyoi funiuensis es una subespecie de coleóptero de la familia Lucanidae.

## Distribución geográfica
Habita en Henan, China.